# Frøbid-familien
Frøbid-familien (Hydrocharitaceae) er vandplanter med stilkede og udelte blade. Blomstringen består foruden af selve blomsten også af to sammensmeltede (hos nogle arter dog frie) højblade ved basis. Her omtales kun de slægter, som er repræsenteret ved arter, der er vildtvoksende i Danmark, eller som bliver dyrket her.
| Slægter |

- Apalanthe
- Appertiella
- Blyxa
- Kæmpevandpest (Egeria)
- Vandpest (Elodea)
- Enhalus
- Enhydrias
- Halophila
- Hydrilla
- Frøbid-slægten (Hydrocharis)
- Lagarosiphon
- Limnobium
- Maidenia
- Najade (Najas)
- Nechamandra
- Oligolobos
- Ottelia
- Krebseklo-slægten (Stratiotes)
- Thalassia
- Vallisneria